# Pseudocorinna bilobata
Espèce
Pseudocorinna bilobata est une espèce d'araignées aranéomorphes de la famille des Corinnidae.

## Distribution
Cette espèce est endémique du Togo.

## Description
Le mâle holotype mesure 5,50 mm et la femelle paratype 5,25 mm.

## Publication originale
- Jocqué & Bosselaers, 2011 : Revision of Pseudocorinna Simon and a new related genus (Araneae: Corinnidae): two more examples of spider templates with a large range of complexity in the genitalia. Zoological Journal of the Linnean Society, vol. 162, no 1, p. 271-350.